# Міжнародний парк миру Вотертон-Глейшер
Міжнародний парк миру Вотертон-Глейшер (англ. Waterton-Glacier International Peace Park) — комплекс у складі національного парку Вотертон-Лейкс у Канаді та Льодовикового національного парку Глейшер у США. Обидва парки були оголошені біосферними заповідниками під егідою ЮНЕСКО, а сукупність обох парків — об'єктом Світової спадщини.

## Історія

### Створення
Об'єднання Національного парку Вотертон-Лейкс і Національного парку Глейшер є заслугою ряду діячів протягом кінця 1800-х — початку 1900-х років. Ранніми прихильниками міжнародного парку без кордонів є канадський природоохоронець Джордж «Кутені» Браун, давній поселенець і перший лісничий, відповідальний за Вотертон, та американець Альберт Генрі «Смерть на стежці» Рейнольдс, давній рейнджер північної частини майбутнього парку Глейшер. 
Ротарі клуби Кардстона (Альберта) та Монтани відіграли значну роль у створенні парку, організувавши спільне засідання в готелі «Принц Уельський» 4-5 липня 1931 р., на якому була прийнята резолюція, розроблена Семюелем Г. Міддлтоном, що закликала обидві групи подати петиції до відповідних органів влади про створення Парку миру.  Текст угоди був згодом продискутований канадським бригадним генералом Джоном Смітом Стюартом, членом парламенту від Летбриджа та американським конгресменом з Монтани Скоттом Левіттом. 72-е скликання Конгресу США ухвалило Закон про створення Міжнародного парку миру "Вотертон-Глейшер 8 грудня 1931 р., який було затверджено Сенатом США в березні 1932 р. Канадський федеральний уряд вирішив зачекати, поки уряд Сполучених Штатів прийняв свій законопроєкт, щоб взяти його за основу, але канадський законопроєкт був додатково відкладений протестами прихильників створення Міжнародного саду миру між Манітобою та Північною Дакотою. Нарешті, закон авторства Джона Стюарта стосовно Міжнародного парку миру Вотертон-Глейшер, був прийнятий парламентом і отримав Королівську згоду 26 травня 1932 р.
Об'єднання парків було досягнуто зусиллями членів Міжнародного Ротарі з Альберти та Монтани, 18 червня 1932 р. у Glacier Park Lodge Вітальну промову виголосив сер Чарльз Артур Мандер, 2-й баронет. Церемонія для канадської сторони була спізнена через Велику депресію і, нарешті, відбулася в липні 1936 р., а лейтенант-губернатор Альберти Вільям Л. Волш спостерігав за церемонією і урочисто відкрив почесну пірамідку на честь захисника природи Кутені Брауна.

### Пізніша історія
Два парки управляються окремо і мають окрему платню за вхід.
У 2007 році Міжнародна асоціація Темного Неба назвала Міжнародний парк миру Вотертон-Глейшер «Міжнародним парком темного неба». за можливість спостерігати небесні явища без перешкод світлового забруднення.

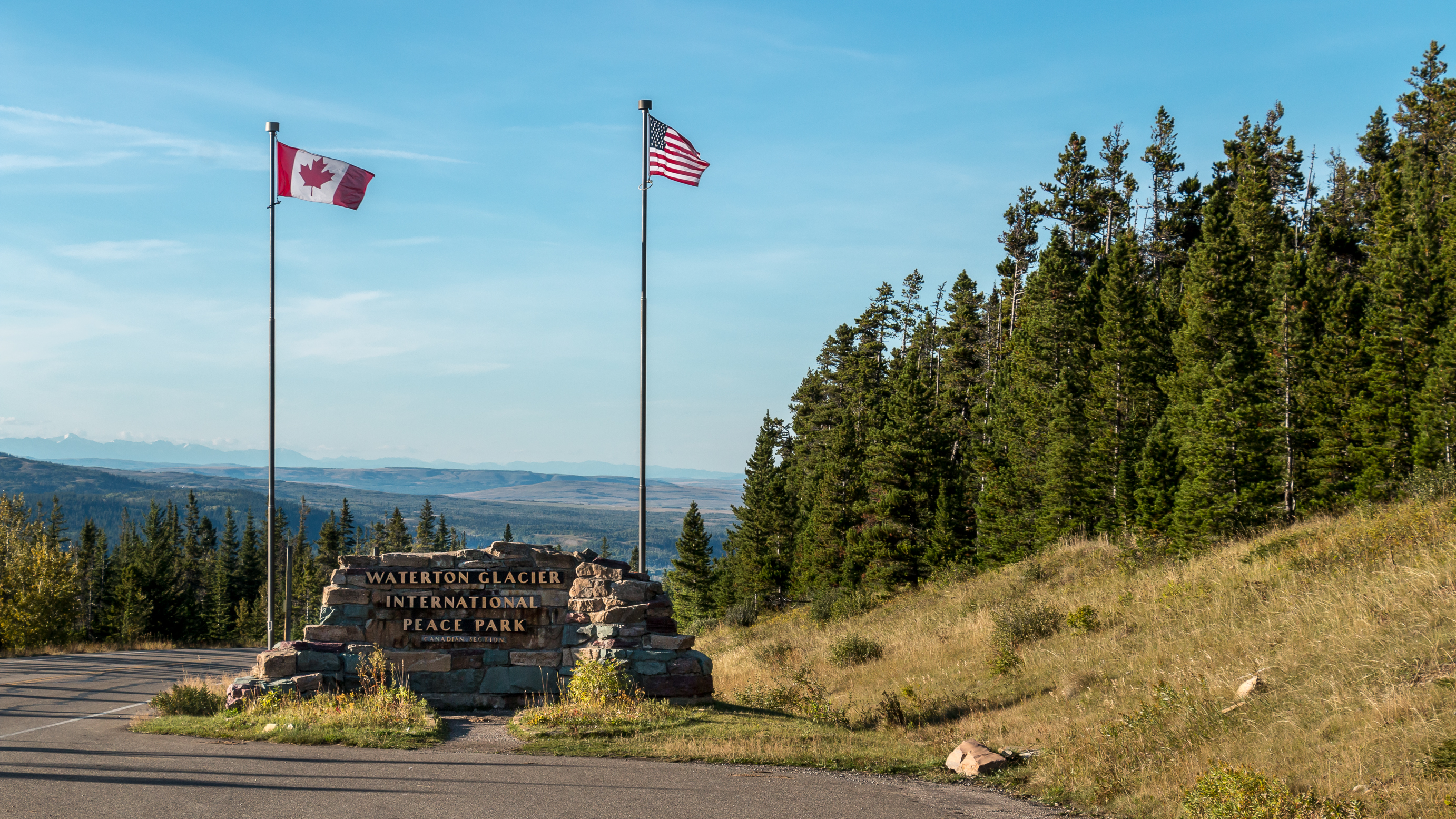
Знак парку на Головному Гірському прикордонному переході

## Перетин кордону
Головний прикордонний перехід через гори, до якого з американського боку підходить шосе Монтани № 17 та шосе Альберта № 6 з канадського, є єдиним автомобільним переходом в межах Міжнародного парку миру Вотертон-Глейшер. Це один з двох переходів на кордоні між США та Канадою, які взимку закриті (інший — прикордонний перехід Poker Creek — Little Gold Creek).